# Tatry (czasopismo)
Tatry – kwartalnik wydawany przez Wydawnictwa Tatrzańskiego Parku Narodowego, adresowany do miłośników Tatr i ich przyrody.
„Tatry” wydawane są przez Tatrzański Park Narodowy od 1991 r., początkowo nieregularnie, zaś od 2004 r. jako kwartalnik w cyklu zgodnym z rytmem przyrody: zima, wiosna, lato, jesień. Pismo oferuje czytelnikom zróżnicowaną tematykę, od artykułów dotyczących geologii i klimatu, poprzez teksty przedstawiające tatrzańską florę i faunę, po tematy które wiążą się z obecnością człowieka w górach, a więc historię, etnografię, turystykę, sport, różne dziedziny twórczości artystycznej, a nawet filozofię.
Objętość czasopisma wynosiła początkowo 24-28 stron czarno-białych, z barwną czterostronicową wkładką, spiętych barwną okładką. Jako regularny kwartalnik liczyło ono początkowo 110 stron, następnie objętość wzrosła do 126, potem do 142 stron, a aktualnie (2021 r.) wynosi 202 strony w pełnym kolorze, spięte takąż okładką z cienkiego kartonu. Przez dłuższy czas czasopismo zawierało także wyodrębnione streszczenie w języku słowackim na ośmiu dodatkowych stronach o osobnej numeracji. Od czasu do czasu pojawiają się w numerze jedna lub dwie rozkładane wkładki podwójnej wielkości. Format czasopisma, początkowo zbliżony do A4, wynosi obecnie 27,3 x 21 cm. Nakład wahał się od 4 tys. do 6,7 tys. egzemplarzy, aktualnie (2021 r.) wynosi 4,6 tys. egzemplarzy. Kwartalnik jest dostępny w prenumeracie, sprzedaży detalicznej (salony Empik) a także w formie e-wydania (elektronicznej). Cena detaliczna pojedynczego numeru zmieniała się od 9,90 zł w 2004 r. do 17 zł w roku 2021.
Pierwszym redaktorem naczelnym czasopisma był Wiesław Siarzewski. Od numeru siódmego do 69. redaktorem naczelnym był Marek Grocholski. Obecnie (2021 r.) funkcję tę pełni Agnieszka Szymaszek, a w redakcji oprócz niej pracują jeszcze Agnieszka Gąsienica-Giewont, Grzegorz Kapla i Paulina Kołodziejska. Oprawę graficzną czasopisma w rzeczywistym cyklu kwartalnika od początku realizuje lookStudio.
Od początku wydawania „Tatr” jako regularnego kwartalnika materiały publikowane dzielone są na stałe (z drobnymi zmianami) działy tematyczne. Aktualnie są to działy: Rozmaitości (m.in. Aktualności, Kronika Straży parku, Raptularz przewodnicki), Z drugiej strony Tatr (wydarzenia na Słowacji), Wypadki górskie (kroniki TOPR i słowackiej HZS za miniony kwartał), Szkoła górska, Taternictwo, Okiem Turysty, Przyroda, Temat numeru (5-10 artykułów poświęconych przewodniemu tematowi numeru), Inne góry, Historia, Etnologia, Malarstwo, Lektury (omówienia i recenzje literatury górskiej, głównie tatrzańskiej i wspinaczkowej), Moim zdaniem (krótkie szkice i eseje). „Tematy numeru” są bardzo zróżnicowane. Były nimi m.in. Złoty jubileusz TPN (2004), Podziemia Tatr (2005), Mit górala (2010), Duże drapieżniki (2012), Ptaki wysokich gór oraz Góry, wolność i niepodległość (2018), Tożsamość. Podhalanie. Kim byli kiedyś, kim są dzisiaj (2021).